# African Burial Ground
Der African Burial Ground [æfrɪkən ˈberɪəl graʊnd] ist das einzige unter Denkmalschutz stehende archäologische Bodendenkmal und eine Gedenkstätte in der Stadt New York. Es ist seit 2006 als National Monument ausgewiesen. Es erinnert an einen im 17. und 18. Jahrhundert benutzten Friedhof für Afroamerikaner, auf dem rund 15.000 Menschen bestattet wurden.
Neben der offiziellen Bezeichnung African Burial Ground (deutsch: afrikanische Grabstätte) gibt es eine Reihe weiterer, zum Teil historischer Bezeichnungen: Negro Burying Place, Negros Burying Ground und African Burying Ground.

## Lage
Der African Burial Ground lag bis 1794 unmittelbar nördlich der „Stadtmauer“ von Nieuw Amsterdam / New York, einer Palisade. Bei einer Stadterweiterung 1745 wurde die Palisade quer durch den Friedhof gezogen und ein Teil davon abgetrennt. Durch das weitere Wachstum der Stadt befindet sich das Gelände des ehemaligen Friedhofs heute in einem Bereich, der etwa durch die Duane Street, den Broadway, die Chambers Street und die Elk Street begrenzt wird. Die Gedenkstätte liegt in dem Winkel zwischen Duane Street und Elk Street. Zu der Gedenkstätte, die sich im Freien befindet, gehört ein Besucherzentrum an der Ecke von Duane Street und Broadway, im Erdgeschoss des Bundesgebäudes, bei dessen Errichtung der historische Friedhof gefunden wurde. Das Besucherzentrum kann daher nur nach einer Sicherheitskontrolle besucht werden. Dessen Eingang befindet sich am Broadway.

## Der Fund

### Vorgeschichte
1991 stießen Bauarbeiten für das Bürogebäude des Bundes Broadway 290 auf einen Friedhof, der von 1626 bis 1794 der Beerdigung der in New York lebenden Afroamerikaner diente. Die damalige afroamerikanische Bevölkerung New Yorks stellte damals knapp die Hälfte der dortigen Einwohner, etwa die Hälfte davon versklavt. Der Friedhof war seit 1697 der einzige, der der afroamerikanischen Bevölkerung zugänglich war. Etwa 15.000 Personen wurden hier begraben. Die Bestattungen waren Körperbestattungen in Einzelgräbern, die in Ost-West-Richtung angelegt waren. Die Toten liegen mit dem Kopf nach Westen. Es wurden dabei auch Riten befolgt, die aus den afrikanischen Herkunftsländern mitgebracht worden waren. Auf die geschlossenen Augen wurden Münzen gelegt, hin und wieder auch andere Beigaben mit ins Grab gelegt.
Der Friedhof war in Archivunterlagen verzeichnet, die bei der Bauplanung aber offensichtlich nicht herangezogen wurden. So kam der Fund von Skeletten für alle überraschend. Das Gelände des Friedhofs war nach 1794 parzelliert und als Bauland verkauft worden. Da die Bebauung in diesem Bereich zunächst ohne Keller auskam und mehrfach erneuert wurde, bildete sich auf dem Friedhof eine massive Schicht von Bauschutt, die die darunter liegenden Gräber weitestgehend vor Zerstörung schützte.
Der African Burial Ground wurde nach seiner Entdeckung zwischen den Afroamerikanern New Yorks, historisch Interessierten und der Bauverwaltung zum Streitpunkt, weil die Bauverwaltung die archäologische Fundstätte im Umfang der von ihr benötigten Fundamentierung des Gebäudes beseitigen wollte. Die Afroamerikaner sahen darin eine Fortsetzung der ihnen durch die weiße Mehrheitsgesellschaft entgegengebrachten Missachtung, forderten, dass die Totenruhe respektiert und die Bauarbeiten eingestellt werden sollten. Es kam zu öffentlichen Demonstrationen und einer 24-stündigen Mahnwache. Der dadurch entstandene öffentliche Druck veranlasste zunächst 1992 den Kongress der Vereinigten Staaten, das Bauvorhaben vorübergehend zu stoppen. Die Bauverwaltung plante das Bauvorhaben daraufhin um. Lediglich ein Teil der ursprünglich vorgesehenen Fläche wurde überbaut, aber die ursprünglich vorgesehene Gesamtfläche von 1.400 Quadratmetern archäologisch ausgegraben. Auf der freibleibenden Fläche wurde eine Gedenkstätte errichtet.

### Archäologischer Befund
Die Ausgrabung, die etwa 15 % des historischen Friedhofs umfasste, brachte die Überreste von 419 Bestattungen zu Tage. Diese wurden archäologisch dokumentiert und anthropologisch untersucht. Zum Streit kam es dabei, weil nach Ansicht der Afroamerikaner an den Untersuchungen zu wenige schwarze Archäologen beteiligt wurden. Infolgedessen wurde die Auswertung der Ausgrabungsergebnisse an den Afroamerikaner Michael Blakey und seine Mitarbeiter am Cobb Institute der Howard University, Washington, D.C. übertragen, einer der führenden Einrichtungen der afroamerikanischen Forschung.
Die Bestattungen stammen von Männern, Frauen und Kindern. Die Verteilung des Sterbealters über die hier bestattete Bevölkerung zeigt im Vergleich zu Friedhöfen der entsprechenden Zeit, auf denen ausschließlich Weiße bestattet wurden, generell einen ähnlichen Verlauf – insbesondere im Hinblick auf die damals hohe Kindersterblichkeit und die relativ vielen Toten bei Frauen im gebärfähigen Alter. Allerdings starben die Afroamerikaner in höherer Zahl und weniger erreichten ein hohes Alter. Das spiegelt die schlechteren Lebensbedingungen im Vergleich zur weißen Bevölkerung wider.

## Gedenkstätte

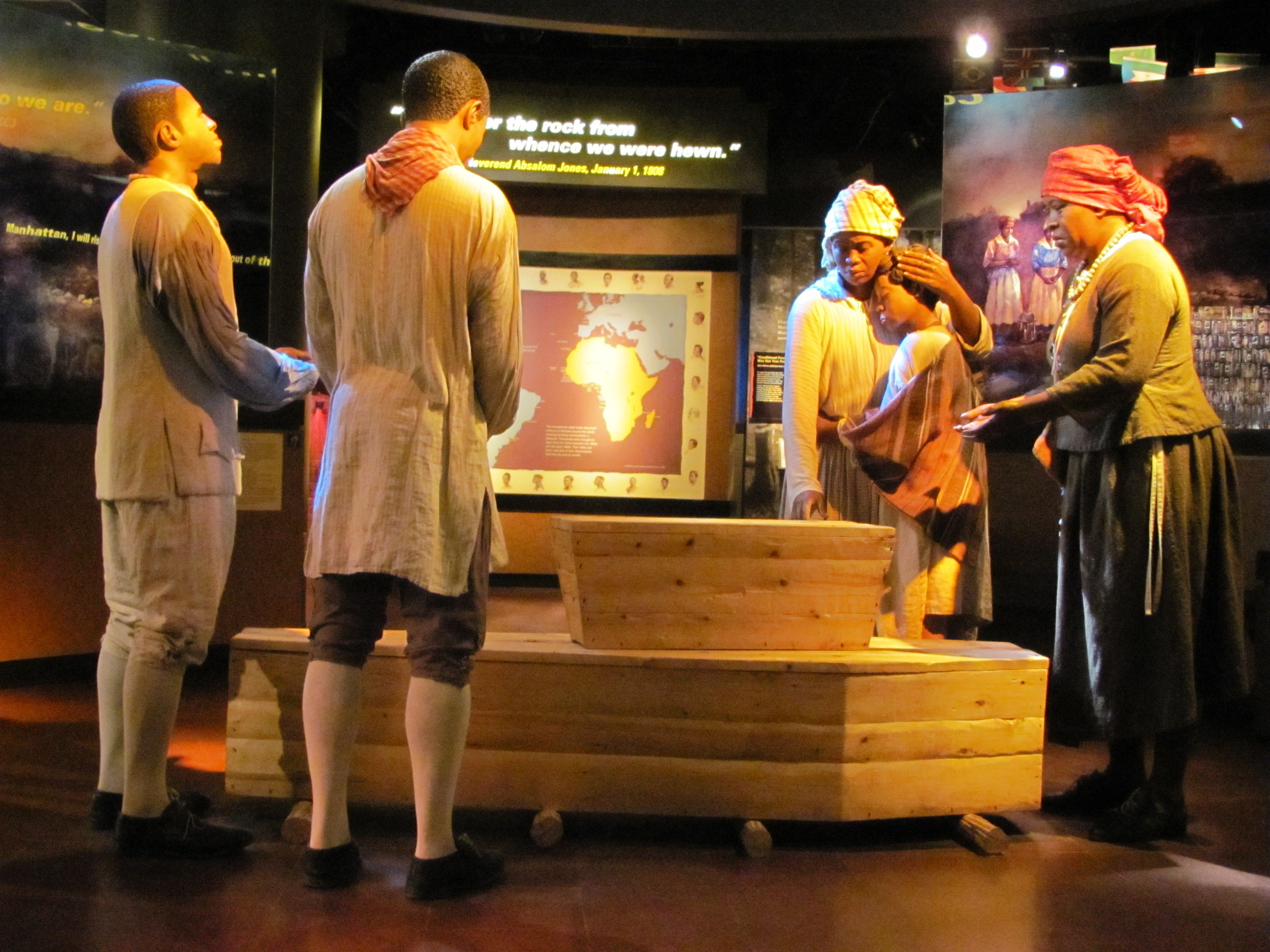
Besucherzentrum: Diorama einer Bestattung

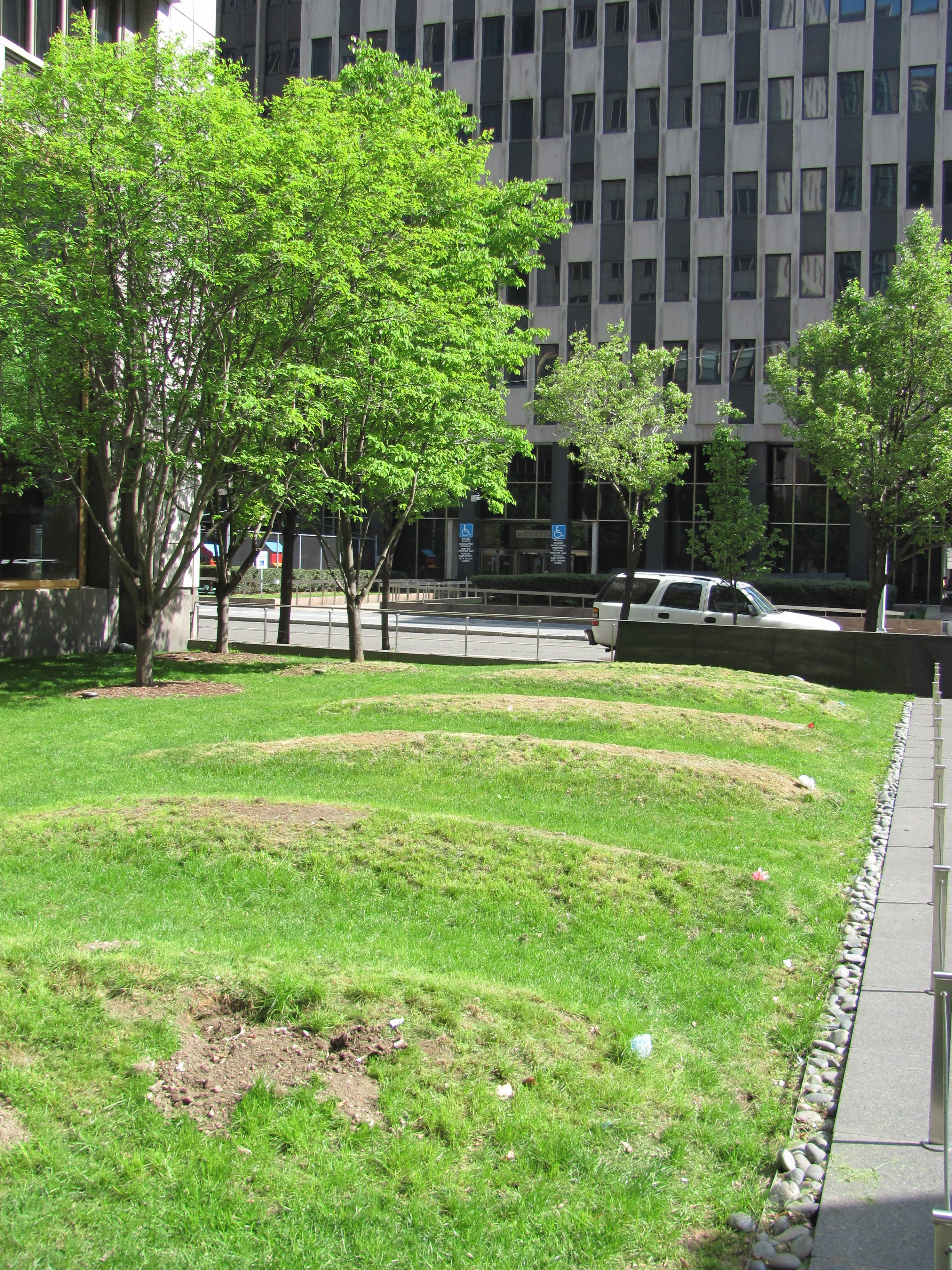
Grabhügel der Sekundärbestattungen

Am 19. April 1993 wurde der African Burial Ground zur National Historic Landmark (der ersten solcher archäologischen Stätten in der Stadt New York) erklärt, also unter den Denkmalschutz der Bundesregierung gestellt, und am 27. Februar 2006 durch den damaligen Präsidenten der Vereinigten Staaten, George W. Bush, als Nationalmonument ausgewiesen.
Die Gedenkstätte wurde zum einen architektonisch gestaltet. Diese Gestaltung besteht aus einem „Kosmogramm“, einem runden Hof, in dessen Begrenzungsmauern Symbole verschiedener Religionen eingemeißelt wurden, und eine an deren Rand errichtete, im Grundriss dreieckige, Libationskammer, eine Erinnerung an afrikanische Bestattungsbräuche. Dieses Bauwerk gibt der Gedenkstätte eine Achse, die in Ost-West-Richtung, analog den historischen Bestattungen, ausgerichtet ist.
Zum anderen wurden in der Gedenkstätte im Oktober 2003 die sterblichen Überreste in sieben handgeschnitzten Mahagoni-Särgen aus Ghana beigesetzt. Sie wurden so – nach umfangreichen Zeremonien und einem Trauerzug, der von der Howard-Universität, Washington, D.C., über Baltimore, Wilmington, Philadelphia, Newark und Jersey City nach New York führte – im ursprünglichen Friedhof wieder begraben. Die Gräber sind durch kleine, sonst nicht gekennzeichnete Hügel an der Westseite der Gedenkstätte erkennbar.
Die Anlage wurde der Öffentlichkeit am 5. Oktober 2007 übergeben und wird durch den National Park Service verwaltet. Dieser stellt Ranger, die vor Ort auch Erklärungen zu der Anlage geben.